# Ultrafialová katastrofa
Ultrafialová katastrofa je výraz vyjadřující, že z klasické fyziky vyplývá nesprávná předpověď, že absolutně černé těleso vydává tepelné záření o nekonečném výkonu. Vychází totiž, že s klesající vlnovou délkou by spektrální intenzita vyzařování měla růst do nekonečna. Zásadní nesoulad s experimentem se objevuje od oblasti ultrafialového záření (proto ultrafialová). Tento výsledek, Rayleigh-Jeansův zákon, byl poprvé odvozen na začátku 20. století. Ultrafialová katastrofa a další problémy nalezené v té době ukázaly na nepoužitelnost klasické fyziky pro popis některých jevů a vedly ke zrodu kvantové fyziky.